# Séguelon
Séguélon est une ville du nord de la Côte d'Ivoire en Afrique de l'ouest.

## Histoire
Séguelon a été fondé au XIe siècle par un bouvier du nom de Sénan venu de yeretchélé dans la sp de dianra région du béré ;qui demanda à Dieu de lui donner un enfant qui ira chercher de l’eau pour lui au champ d’où le Séhé lô : l’eau de champ qui deviendra seguelon par déformation. Seguelon a été érigée en commune par décret no 95-942 du 13 décembre 1995. C’est un département du District du Kabadougou et de la Région du Denguélé. Séguelon est devenue département depuis juillet 2012. Sa population est composée d'agriculteurs et éleveurs.

## Administration

### Maires successifs de la commune
| Mandat    | d'Identité     | Parti       | Statut |
| --------- | -------------- | ----------- | ------ |
| 1995-2001 | Lacine Doumbia | PDCI-RDA    | élu    |
| 2001-2013 | Mamadou Koné   |             | élu    |
| 2013-2018 | Djénéba Touré, | RHDP        | élue   |
| 2018-2023 | KONE MATOGOMA  | Indépendant | élu    |
| 2023-2028 | KONE MATOGOMA  | Indépendant | réélu  |

### Députés successifs
- 2011 - 2016 : Député de Séguelon Commune et S/P : Souleymane Koné[6]
- Depuis 2016 : Député de Séguelon Commune et S/P : Vassiliki Konaté[7],[8]

La commune de Séguelon comporte également une Préfecture et une sous-préfecture

## Population
La commune compte 15 900 habitants. Cette population est composée principalement de Senoufo appartenant au sous groupe gbatô[réf. nécessaire].

## Caractéristiques économiques
Les activités économiques sont essentiellement l'agriculture et le commerce. Ces activités constituent les principales ressources de base des populations de la commune.